# Lim Chul-woo
Pour les articles homonymes, voir Lim.
Im Cheol-u (hangeul : 임철우), né le 15 octobre 1954 sur l'île de Wando dans le Jeollanam-do, est un auteur sud-coréen.

## Biographie
Im Cheol-u est né le 15 octobre 1954 sur l'île de Wando appartenant à la province de Jeollanam-do. Il déménage à Gwangju à 10 ans et intègre le lycée Sung-il. Il sort diplômé de l'université Jeonnam avec pour spécialité la littérature anglaise et termine ses études supérieures dans le même domaine à l'université Sogang puis à l'Université Jeonnam. Il enseigne actuellement la création littéraire à l'université de Hanshin. Il était à Gwangju pendant les mouvements pour la démocratisation du pays et cette expérience a fortement influencé son travail. Ses récits sont ainsi centrés autour de la dramatisation de cet événement mais portent aussi sur les questions entourant la séparation de la Corée.
Il réalise ses débuts littéraires avec Voleur de chien (Gae doduk) paru en 1981. En 1985, il remporte le prix de l'Écriture créative décerné par le journal Hankook Ilbo pour La terre des ancêtres (Abeoji-ui de ttang) et en 1988 il se voit décerner le prix Yi Sang pour La chambre rouge (Bulgeun bang).
En 1994, son roman Je voudrais aller sur cette île (Geu seome gagosipda) a été adapté en film intitulé To the starry island (Vers l'île étoilée).
En 2012, il remporte le Prix Daesan pour La vallée de la séparation (Ibyeol haneun goljjagi).

## Œuvre
Im Cheol-u est réputé pour être un auteur subversif. Un an après le soulèvement de Gwangju en 1980, il publie sa première nouvelle intitulée Voleur de chien (Gae doduk), qui porte sur la division et la violence du conflit idéologique entre les deux Corées. La plupart de ses récits se concentrent sur le soulèvement de Gwangju et la Guerre de Corée, événements qui permettent à l'auteur d'explorer notamment la psychologie de la culpabilité. Son travail sur le soulèvement de Gwangju a abouti à l'écriture de Les jours  du printemps (Bomnal), un roman en cinq volumes paru à huit ans d'intervalle.